# Loxoconchella ishizakii
Loxoconchella ishizakii is een mosselkreeftjessoort uit de familie van de Loxoconchidae. De wetenschappelijke naam van de soort is voor het eerst geldig gepubliceerd door Keij.